# Rilčasti skakači
Rilčasti skakači (znanstveno ime Macroscelididae) so družina majhnih žužkojedih sesalcev iz Afrike, v katero uvrščamo 20 danes znanih vrst. Prepoznavni so po rilčastem smrčku, dolgih zadnjih nogah in dolgem, golem repu; zaradi podobnosti različnim drugim žužkojedim sesalcem so taksonomi dolgo mislili, da so sorodni bodisi rovkam, bodisi skakačem ali kaki drugi skupini, zdaj pa jih uvrščamo v samostojen red Macroscelidea. Zanje sodobne molekularne analize kažejo, da so pravzaprav bližnji sorodniki slonov in drugih skupin v nadredu Afrotheria, ne glodavcev.

## Telesne značilnosti
V splošnem so rilčasti skakači majhni, glodavcem podobne živali z rilčastim smrčkom, dolgimi zadnjimi nogami in dolgim, golim repom. Dolg in gibljiv jezik, ki ga uporabljajo za pobiranje majhnih nevretenčarjev s tal, seže vse do konice smrčka. Večje vrste s smrčkom tudi rijejo po tleh in kopljejo z močnimi kremplji na sprednjih nogah. Dolge zadnje noge z močno podaljšanimi metatarzalnimi koščicami v stopalih jim služijo za izjemno hiter tek; na njihov račun so med najhitrejšimi malimi sesalci. Tako lahko zahodni rilčasti skakač, s 60 g telesne mase doseže skoraj 30 km/h. V primerjavi z drugimi podobno velikimi žužkojedimi sesalci imajo tudi razmeroma velike možgane.
Razlikujemo dve glavni skupini, ki sta klasificirani na ravni poddružin: večje rilčkaste pesjane (Rhynchocyoninae) in manjše rilčaste skakače (Macroscelidinae). Najmanjši predstavnik je navadni rilčasti skakač, ki doseže malo nad 10 cm telesne dolžine brez repa in maso 45 g, zlatohrbti rilčkasti pesjan pa skoraj 30 cm dolžine in maso 540 g. Rep je približno tako dolg kot telo. Največjo znano vrsto, rilčkastega pesjana Rhynchocyon udzungwensis, so odkrili šele v začetku 21. stoletja v gorovju Udzungwa v Tanzaniji in formalno opisali leta 2008. Ta doseže 700 g, približno velikosti zajca. Rilčkasti pesjani imajo pisane kožuhe, manjše vrste pa so bolj zemeljskih barv.

## Vedenje in ekologija
Kljub temu, da so dnevno aktivni in živijo na tleh, jih je zaradi nenehnega hitenja okrog težko opazovati. Vsi se prehranjujejo z manjšimi nevretenčarji, ki jih manjše vrste pobirajo s tal, večje pa rijejo za njimi po tleh s smrčki in kopljejo s sprednjimi nogami. Prehrano včasih dopolnjujejo s sočnimi plodovi in semeni rastlin. Mnoge manjše vrste kopljejo plitve rove ali uporabljajo naravne špranje oz. zapuščene rove drugih malih sesalcev. Parijo se vse leto in imajo več legel letno. Pari vzpostavijo teritorij, ki ga branijo pred vsiljivci. Nekatere vrste si znotraj teritorija uredijo mrežo stezic, po katerih se lahko hitro premikajo.
Živijo v raznolikih habitatih po večjem delu Afrike razen severozahodnega dela. Pri tem nikjer niso pogosti. Le dve največji vrsti sta opredeljeni kot ogroženi po merilih Svetovne zveze za varstvo narave.

## Taksonomija
Rilčaste skakače delimo na dve poddružini, rilčkaste pesjane (Rhynchocyoninae) z enim rodom in rilčaste skakače (Macroscelidinae) s štirimi. Skupno je opisanih 20 vrst:
- red Macroscelidea
  - družina Macroscelididae
    - poddružina Rhynchocyoninae
      - rod Rhynchocyon
        - zlatohrbti rilčkasti pesjan (Rhynchocyon chrysopygus)
        - pisani rilčkasti pesjan (Rhynchocyon cirnei)
        - črnorusi rilčkasti pesjan (Rhynchocyon petersi)
        - Rhynchocyon udzungwensis

    - poddružina Macroscelidinae
      - rod Petrodromus
        - štiriprstna rilčarica (Petrodromus tetradactylus)

      - rod Petrosaltator
        - severnoafriški slonček (Petrosaltator rozeti)

      - rod Macroscelides
        - Macroscelides flavicaudatus
        - navadni rilčasti skakač (Macroscelides proboscideus)
        - Macroscelides micus

      - rod Elephantulus
        - kratkousti rilčasti skakač (Elephantulus brachyrhynchus)
        - kapski rilčasti skakač (Elephantulus edwardii)
        - črnonogi rilčasti skakač (Elephantulus fuscipes)
        - mrki rilčasti skakač (Elephantulus fuscus)
        - grmičasti rilčasti skakač (Elephantulus intufi)
        - vzhodni rilčasti skakač (Elephantulus myurus)
        - Elephantulus pilicaudus
        - somalski rilčasti skakač (Elephantulus revoilii)
        - rdečkasti rilčasti skakač (Elephantulus rufescens)
        - zahodni rilčasti skakač (Elephantulus rupestris)